# Alfred Kerr

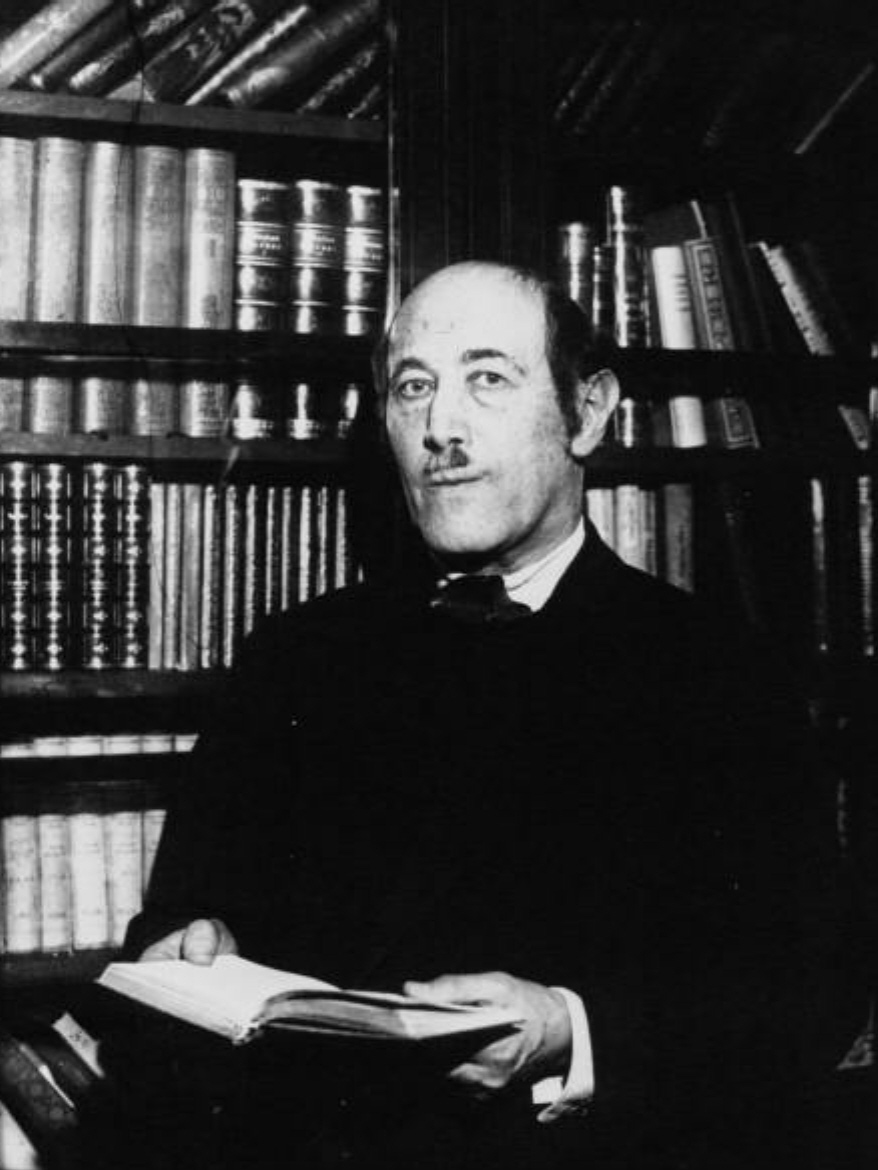
Alfred Kerr (1932)

Alfred Kerr (* 25. Dezember 1867 in Breslau; † 12. Oktober 1948 in Hamburg) war ein deutscher Schriftsteller, Theaterkritiker und Journalist. Sein Geburtsname war Alfred Kempner, er publizierte aber von Anfang an unter dem Namen Kerr, um nicht mit der (mit ihm nicht verwandten) Dichterin Friederike Kempner in Verbindung gebracht zu werden.
1909 wurde sein Name gemäß Verfügung des Regierungspräsidenten zu Potsdam offiziell in Alfred Kerr geändert.
Kerr war einer der einflussreichsten deutschen Kritiker in der Zeit vom Naturalismus bis 1933. Er veröffentlichte unter anderem in den Zeitungen und Zeitschriften Breslauer Zeitung, Der Tag, Neue Rundschau, Pan und Berliner Tageblatt. Kerr sah in der Kritik eine eigene Kunstform und schuf dafür einen treffenden, geistreich-ironischen und oft saloppen Stil.

## Leben

### Herkunft
Alfred Kempners Eltern waren der jüdische Weinhändler und Fabrikbesitzer Emanuel Kempner (1826–1900, Sohn des Weinhändlers Joachim Kempner und der Dorothea, geb. Sternberg) und Helene, geb. Calé (1835–1911) aus dem polnischen Wieluń. Alfred Kempner hatte eine Schwester, Anna Kempner. Seine Kindheit verbrachte er in Breslau.

### Studium
Alfred Kempner begann in Breslau ein Studium der Geschichte, Philosophie und Germanistik, das er 1887 in Berlin fortsetzte. 1894 schloss er das Studium mit der Promotion zum Dr. phil. in Halle ab. 1898 wurde seine Dissertation über die Jugenddichtung Clemens Brentanos unter dem Titel Godwi. Ein Kapitel deutscher Romantik veröffentlicht.

### Tätigkeiten in Deutschland

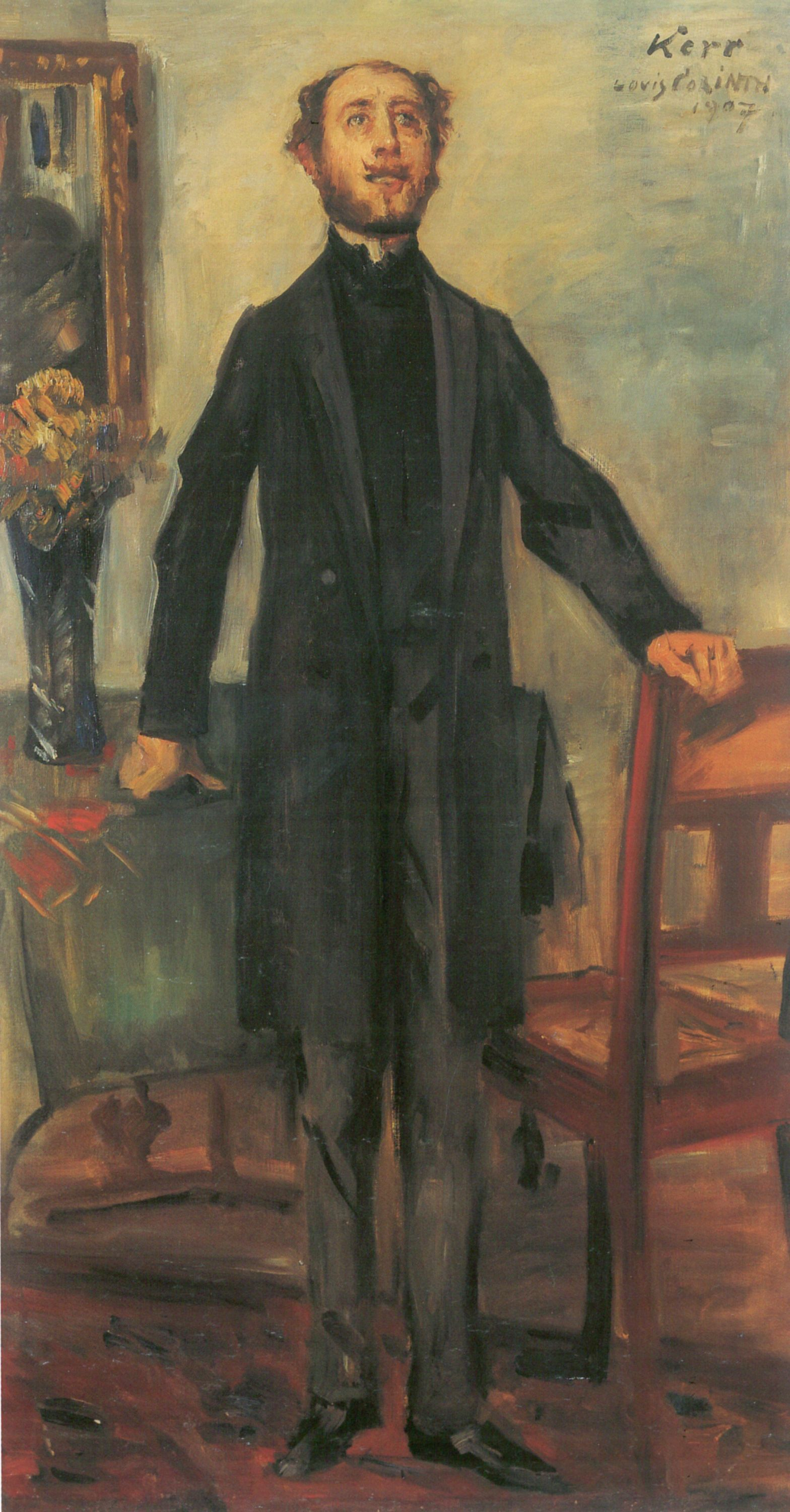
Alfred Kerr, porträtiert von Lovis Corinth (1907)

Ab 1891, also schon während seines Studiums, schrieb er unter dem Namen Alfred Kerr Beiträge, meist Theaterkritiken, für das Magazin für Literatur, die Vossische Zeitung, die Neue Rundschau, ab 1895 für die Breslauer Zeitung („Berliner Briefe“) und ab 1897 für die Königsberger Allgemeine Zeitung.
Von 1900 bis 1919 arbeitete er als Theaterkritiker für die Berliner Zeitung Der Tag. Ab 1911 war Kerr zunächst Mit-, von 1912 bis 1915 alleiniger Herausgeber der 1910 von dem Verleger Paul Cassirer wiedergegründeten Kunst- und Literaturzeitschrift Pan. Hier veröffentlichte er auch zwei „unzüchtige“ Gedichte Klabunds. 1911 publizierte Kerr im Pan nach der Beschlagnahme eines Heftes einen Privatbrief des Berliner Polizeipräsidenten Traugott von Jagow an Cassirers Gattin Tilla Durieux und machte aus einer zivilen eine politische Angelegenheit, wobei er erstmals mit Karl Kraus aneinandergeriet. Kerr nannte Kraus „ein entsetzlich dummes Luder“ und forderte ihn auf, sich das folgende „Capricho-Lied hinter die oft strapazierten Ohren [zu prägen]“:
Krätzerich; in Blättern lebend,
Nistend, mistend, »ausschlag«-gebend.
Armer Möchtegern! Er schreit:
»Bin ich ä Perseenlichkeit …!«

Wie der Sabber stinkt und stiebt,
Wie sich ’s Kruppzeug Mühe gibt!
Reißen Damen aus und Herrn,
Glotzt der arme Möchtegern.

Vor dem Duft reißt mancher aus,
Tachtel-Kraus. Tachtel-Kraus,
Armes Kruppzeug — glotzt und schreit:

»Bin ich ä Perseenlichkeit …!«
Kraus kommentierte das Schmähgedicht mit den Worten: 
Es ist das Stärkste, was ich bisher gegen Herrn Kerr unternommen habe. Gewiß, die drei Aufsätze haben einige Beachtung gefunden. Was aber bedeutet aller Aufwand von Kraft und Kunst gegen die spielerische Technik des Selbstmords? Gewiß, ich habe ihn in die Verzweiflung getrieben; aber er, er hat vollendet. Ich habe ihn gewürgt, aber er hat sich erdrosselt.
Zum 50. Todestag von Heinrich Heine initiierte Kerr 1906 ein Denkmal für den Dichter, das von 1926 bis 1933 im Hamburger Stadtpark stand.

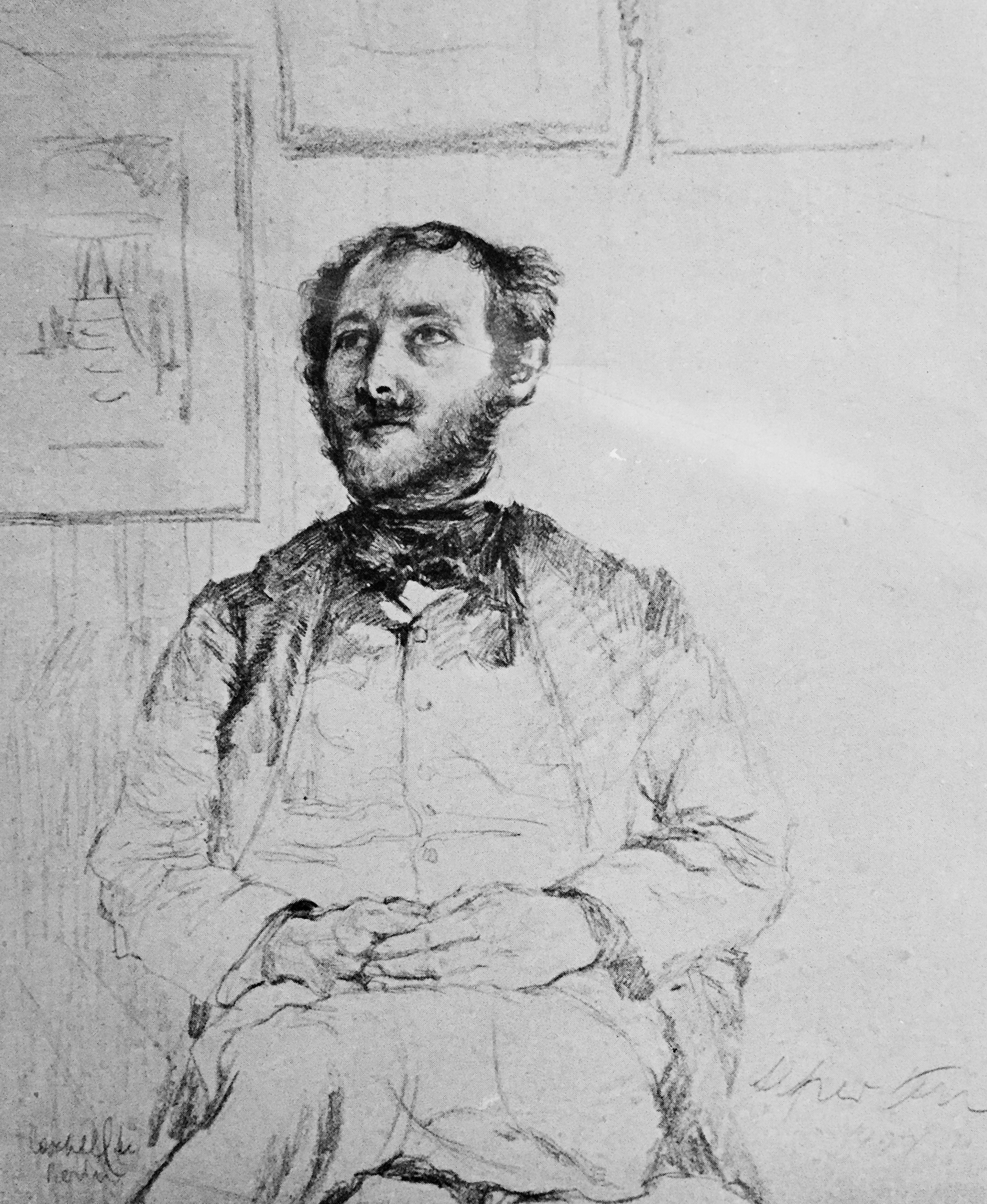
Alfred Kerr, porträtiert von Moritz Coschell, 1907

Kerr förderte Robert Musil, Henrik Ibsen und Gerhart Hauptmann. Jahrzehntelang war er mit Walther Rathenau befreundet.
Zu Beginn des Ersten Weltkriegs schrieb er für das Sammelpseudonym „Gottlieb“ etwa hundert kriegshetzerische und chauvinistische Gedichte, die gegen die Mächte der Entente gerichtet sind und in August Scherls Zeitung Der Tag veröffentlicht wurden. Sie enthalten unter anderem die folgenden Verse:
Peitschet, das ist Menschenruhm,
Knutentum, Knotentum.
[...]
Peitscht sie, daß die Lappen fliegen.
Zarendreck, Barbarendreck
Peitscht sie weg! Peitscht sie weg! (aus Ostpreussen)
Heiliges Rußland! wenn es doch gelänge
Und du kriegtest die verdiente Senge.
Logisches Vernunftgebot —
Scharfe Dresche tut dir not.
[...]
Allen Führern bei der Deutschlandhetze
Wünsch ich Bandwurm, Hühneraugen, Krätze,
Zur Ernährung schimmelfeuchtes Stroh —
Und noch Rheumatismus im Popo.
Russenbär — zu unsrer Freude
Zeigt das rüde Fell die Räude.
In zerzauster zottiger Pracht
Hinkt er durch die Gegenwacht.
Tausend in den Schützengräben
Wagen still für dich ihr Leben.
Scheust du kleine Opfertat?
Draht ist noch nicht Stacheldraht.

„Kauftest“, ruft der Krieg als Mahner,
Einstens mieße Mexikaner —
Sei heut klüger. Kaufe prompt
Was dem Vaterlande frommt!«

Hier wird keine Pleite grinsen,
Denn du kriegst solide Zinsen.
Zeichne, Mensch, und mucke nich —
Denk an Montecucculich! (aus Kriegsanleihe)
Es starrt die Zeit von unbequemen
Volkswirtschaftlichen Grundproblemen.
Heut fesselt uns das eine bloß:

„Wie werden wir die Schweine los?“ (aus Chronik)

Im Kriegsjahr 1917 erschien der Gedichtband Die Harfe, unter dem Titel Die Welt im Drama wurden in fünf Bänden 1917 seine gesammelten Kritiken ediert.
Im Juli 1918 heiratete Alfred Kerr Ingeborg Thormählen (* 1897 in Hamburg-Bahrenfeld), die bereits im Oktober 1918 an der Spanischen Grippe verstarb. 1920 heiratete er Julia Weismann (1898–1965). Aus der Ehe gingen zwei Kinder hervor, Michael Kerr (1921–2002), der in England der erste nicht in England geborene Richter am High Court wurde, und die Schriftstellerin und Künstlerin Judith Kerr (1923–2019).
Von 1919 bis 1933 schrieb Kerr für das Berliner Tageblatt und für die Frankfurter Zeitung. 1920 erschienen zwei Bände seiner Werke unter dem Titel Die Welt im Licht, weitere Bände folgten in den Jahren von 1923 bis 1925 (New York und London, O Spanien!, Yankee-Land). 1926 wurde der Gedichtband Caprichos veröffentlicht. 1928 berichtete Kerr in dem von Joseph Chapiro herausgegebenen Band Für Alfred Kerr. Ein Buch der Freundschaft von seiner Kindheit und Jugend.
1925 solidarisierte sich Kerr wie auch Bertolt Brecht, Max Brod, Kurt Pinthus und Alfred Wolfenstein mit Johannes R. Becher, dessen Gedichtband Roter Marsch – Der Leichnam auf dem Thron – Die Bombenflieger beschlagnahmt worden und für den Becher vorübergehend in Haft gekommen war.

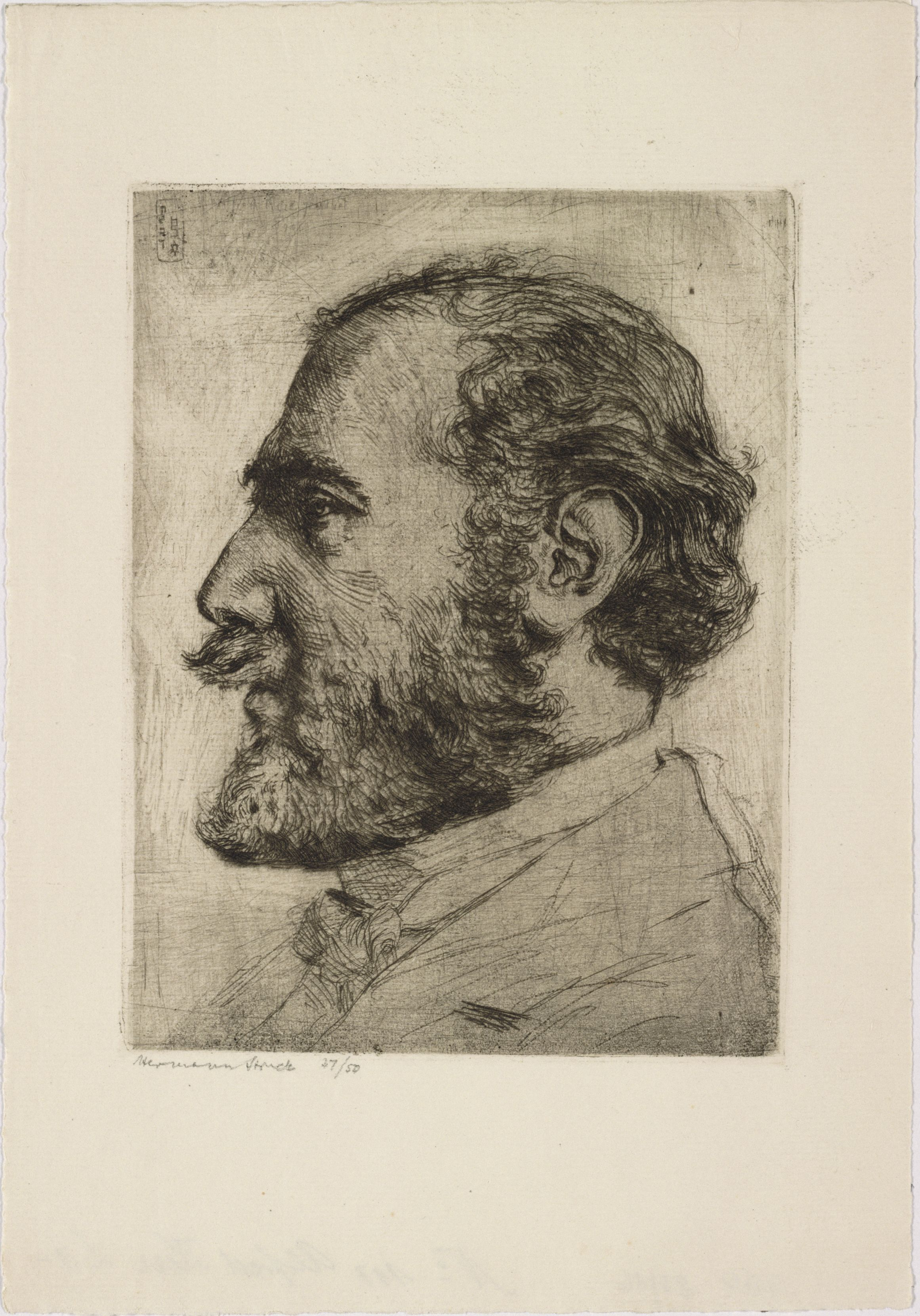
Alfred Kerr 1905, Radierung von Hermann Struck

1926 kam es erneut zu einem Konflikt mit Karl Kraus. Als Kerr, der sich nunmehr demokratisch und pazifistisch engagierte und schließlich als „Friedenstäuberich[]“ bezeichnete, in Paris zwei Vorträge hielt, deren einer von „Dramenkunst als völkerverbindende[m] Mittel“ handelte, verlasen aus Serbien stammende Zuhörer eines seiner Kriegsgedichte und nannten ihn als dessen Urheber. Französische und deutsche Zeitungen berichteten über den Vorfall, Kerr tat ihn als einen „Versuch zweier serbischer Studentlein, zu stören,“ ab und leugnete die Autorschaft. Kraus erinnerte daraufhin in seiner Zeitschrift Die Fackel an einige der zahlreichen Kriegsgedichte Kerrs, darunter das 1916 unter dem Sammelpseudonym „Gottlieb“ erschienene Rumänenlied:
In den klainsten Winkelescu
Fiel ein Russen-Trinkgeldescu,
Fraidig ibten wir Verratul —
Politescu schnappen Drahtul.

Alle Velker staunerul,
San me große Gaunerul.
Ungarn, Siebenbürginescu
Mechten wir erwürginescu.

Gebrüllescu voll Triumphul
Mitten im Korruptul-Sumpful
In der Hauptstadt Bukurescht,
Wo sich kainer Fiße wäscht.

Leider kriegen wir die Paitsche
Vun Bulgaren und vun Daitsche;
Zogen flink-flink in Dobrudschul,
Feste Tutrakan ist futschul!

Aigentlich sind wir, waiß Gottul,
Dann heraingefallne Trottul,
Haite noch auf stolzem Roßcu

Murgens eins auf dem Poposcu!

Kerr hatte darauf nichts anderes zu erwidern, als „Karlchen Kraus“ in einem Feuilleton einen „kleine[n] mieße[n] Verleumder“ zu nennen. Kraus ging vor Gericht, um „das Problem der Kriegslyrik im größten Umfang aufzurollen“, zog die Klage aber entsprechend dem Vorschlag des gegnerischen Anwalts zurück, da Kerr es auf eine Verschleppung des Prozesses anlegte, und war somit berechtigt, Kerrs an das zuständige Strafgericht adressierte Schriftstücke der Öffentlichkeit zugänglich zu machen. Aus ihnen geht hervor, dass sämtliche der Kerr zugeschriebenen Gedichte bis auf eines wirklich von ihm stammen, und dass er Kraus, den er trotzdem der Verleumdung bezichtigte, vor dem deutschen Gericht als Deutschenhasser verunglimpfte. Er kündigte eine gegen Kraus gerichtete „Antwort und Abfuhr“ an, die er aber nie schrieb. In den folgenden Jahren versuchte Kerr weiterhin, in Frankreich zu reüssieren und seine Kriegsgedichte vergessen zu machen, ohne sich jemals als deren Verfasser zu bekennen, geschweige denn, sie öffentlich zu bedauern. Diese Versuche waren zunächst erfolgreich, wurden aber 1930 durch einen vielbeachteten Aufsatz von Germaine Goblot, die etliche jener „geistige[n] Greuel“ (Kraus) auf Französisch wiedergab, schließlich vereitelt. Kerr leugnete nach wie vor und behauptete überdies, niemand in Deutschland habe wie er während des Krieges gegen den Krieg gewettert.
1929 wies Kerr die Übernahme von 25 Zeilen aus Karl Ammers Übersetzungen von Texten François Villons in Brechts Dreigroschenoper nach, deren Erfolg er mit einer geringschätzigen Kritik nicht hatte verhindern können.
Bis zur Berufung des NS-Funktionärs Erich Scholz zum politischen Rundfunkkommissar des Reichsinnenministers und der Entlassung des Intendanten der Berliner Funkstunde Hans Flesch im Sommer 1932 nahm Kerr in seinen Glossen für den Berliner Rundfunk Stellung gegen die NSDAP. Am 10. Mai 1933 wurden seine Werke Opfer der Bücherverbrennung der Nationalsozialisten. Am 13. Mai 1933 wurde er vom Vorstand des Börsenvereins der Deutschen Buchhändler auf die Liste der Autoren gesetzt, deren Werke „für das deutsche Ansehen als schädigend zu erachten“ seien. In der ersten Liste des Börsenblatts der aus öffentlichen Bibliotheken auszusondernden Literatur wurden die gesamten Schriften Kerrs genannt.
Mit dem Gesetz über den Widerruf von Einbürgerungen und die Aberkennung der deutschen Staatsangehörigkeit, vom 14. Juli 1933, wurde er im August 1933 ausgebürgert und war auf der ersten Ausbürgerungsliste des Deutschen Reichs von 1933 aufgeführt.

### Exil in London
Kerr war am 15. Februar 1933 nach Prag geflohen, dann nach Lugano, wo seine Familie am 4. März eintraf. Dann ging die Familie nach Zürich, später nach Paris und schließlich 1935 nach London. Die Tochter Judith Kerr beschrieb später in ihren Büchern Als Hitler das rosa Kaninchen stahl, Warten bis der Frieden kommt und Eine Art Familientreffen die Flucht aus Deutschland und das Leben im Exil.
Im Exil schrieb Alfred Kerr für die von den Exilanten neu gegründeten Zeitungen Pariser Tageblatt und Pariser Tageszeitung sowie für Le Figaro, Le Temps und Les Nouvelles Littéraires, ab 1939 auch für die jüdische Wochenzeitung Aufbau in New York. Kerr, der während seines Exils von ständigen Geldsorgen geplagt war, schrieb Texte für verschiedene Auslandsdienste der BBC, unter anderem auch Musik-Parodien des Horst-Wessel-Lieds, zwei Lieder über Mussolini, eines über Rudolf Heß, die im Londoner Rundfunk gesendet wurden.
Von den polizeilichen Überwachungs- und Repressionsorganen in Berlin als gefährlicher Staatsfeind eingeschätzt, wurde Kerr im Frühjahr 1940 vom Reichssicherheitshauptamt auf die Sonderfahndungsliste G.B. gesetzt, ein Verzeichnis von Personen, die nach einer erfolgreichen Invasion und Besetzung der britischen Insel durch die deutsche Wehrmacht aufgrund ihrer besonderen Gefährlichkeit oder Verhasstheit in den Augen der SS- und Gestapoführung automatisch und vorrangig von Sonderkommandos ausfindig gemacht und verhaftet werden sollten.
1938 wurde Kerr Mitbegründer des Freien Deutschen Kulturbundes. Von 1941 bis 1946 war er Präsident des Deutschen P.E.N.-Club im Exil in London, ab 1946 bis zu seinem Tode Ehrenpräsident.
Von 1945 an arbeitete Kerr für die deutschen Tageszeitungen Die Welt und Die Neue Zeitung. 1947 wurde er britischer Staatsbürger.

## Tod

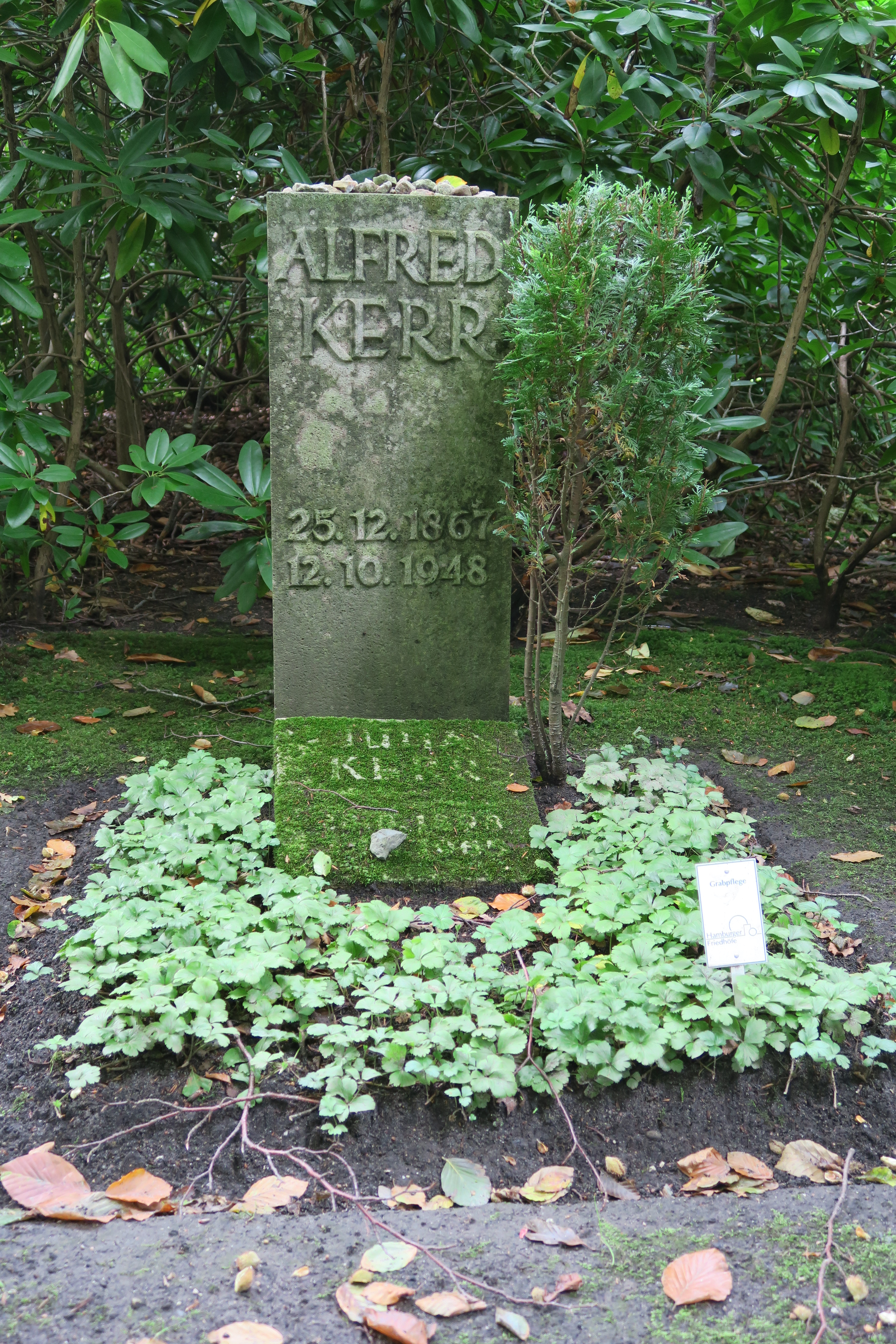
Grab von Alfred und Julia Kerr auf dem Friedhof Ohlsdorf

1948 unternahm Kerr eine Vortragsreise durch Deutschland. Er kokettierte mit seinem fortgeschrittenen Alter: „Man stirbt einen Tod und weiß nicht welchen, vielleicht ein schmuckes Schlaganfällchen.“ Tatsächlich erlitt er während einer Theateraufführung einen Schlaganfall. Daraufhin beging er Suizid, indem er eine Überdosis Schlaftabletten einnahm. Alfred Kerr starb am 12. Oktober 1948 in Hamburg. Begraben wurde er auf dem Friedhof Ohlsdorf. Das Grab ist in der Lage „Z21-217“ zu finden. Seine Frau Julia starb am 3. Oktober 1965 in Berlin und liegt ebenfalls in diesem Grab.

## Stil
Alfred Kerr verfasste seine Kritiken in einem eigenen Stil und in sehr eigensinniger Schreibweise. Sein Markenzeichen ist der „Blockstil“, also die römische Nummerierung seiner Texte in einzelne Absätze bzw. Blöcke, wobei die einzelnen Kapitel selten mehr als vier bis fünf Zeilen umfassen. In Die Welt im Drama heißt es dazu: „Aus einem Gedanken macht der Stückmacher ein Stück. Der Schriftsteller einen Aufsatz. Ich einen Satz.“
In den Kerrschen Essays dominiert – wie später bei Kurt Tucholsky – ein Nominalstil, zu dessen wichtigsten Merkmalen der knappe, auf viele konkrete Fälle anwendbare, also Sinnspruch bzw. die Verwendung einprägsamer Aperçus gehört. Er verwendet dialektale bzw. umgangssprachliche Formulierungen wie Berlinismen oder fremdsprachliche wie niederdeutsche Wendungen, prägt suggestive Formeln und nähert seine geschriebene Rede der gesprochenen an. Daneben begegnen Substantivierungen, Vergleiche, ein parataktischer Satzbau, Ellipsen, filmähnliche „Montagetechnik“, fiktive Dialoge, die Anrede des Lesers, mitunter gar die Anrede des Autors in einer Rezension. Das Resultat der komprimierten Verwendung all dieser Stilmittel ist eine Art Telegrammstil, weshalb Bernhard Diebold die Texte Kerrs auch als „literarische Stenogramme“ bezeichnete.
Kerr bringt auch immer wieder sarkastische Bemerkungen an, wobei er in seinen Kritiken zuweilen Sprachfehler imitiert, um die „Kinderplumpheiten“ eines Werkes zu unterstreichen. Zu Franz Werfels Bearbeitung von Euripides’ Werk Die Troerinnen etwa schrieb er boshaft: „Hier kann einer bloß ausrufen: O selig, ein Tind noch zu sein. Deht der Dichter ßpatzieren? Atta, atta!“ Auch Kerrs 1902 veröffentlichte Polemik Herr Sudermann, der Di…Di…Dichter basiert auf diesem Prinzip. Einen Eindruck davon, welcher Art Kerrs Witz ist, vermittelt etwa seine Rezension über das Erstlingswerk des sehr jungen Robert A. Stemmle, bestehend aus nur einem einzigen Satz: „Wacker, wacker, kleiner Kacker!“

## Werke

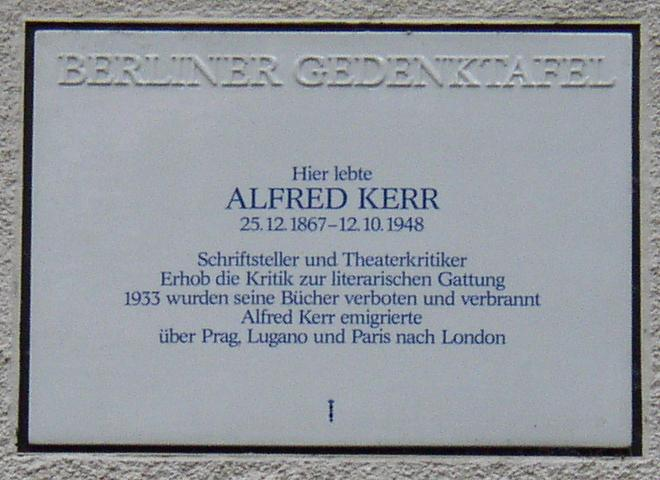
Berliner Gedenktafel in Berlin-Grunewald

### Veröffentlichungen zu Lebzeiten
- Godwi. Ein Kapitel deutscher Romantik. Bondi, Berlin 1898.
- Herr Sudermann, der D… Di… Dichter – Ein kritisches Vademecum. Helianthus, Berlin 1903.
- Schauspielkunst. Bard-Marquardt, Berlin 1904.
- Das neue Drama. S. Fischer, Berlin 1905.
- Die Harfe. 24 Gedichte. S. Fischer, Berlin 1917.
- Die Welt im Drama. 5 Bände. S. Fischer, Berlin 1917 (= Gesammelte Schriften, Erste Reihe) Band 1
- Die Welt im Licht. 2 Bände. S. Fischer, Berlin 1920 (= Gesammelte Schriften, Zweite Reihe)
- Krämerspiegel. 12 Gedichte mit Musik von Richard Strauss. Cassirer, Berlin 1921
- New York und London. Stätten des Geschicks. S. Fischer, Berlin 1923.
- O Spanien! Eine Reise. S. Fischer, Berlin 1924.
- Yankee-Land. Eine Reise. Mosse, Berlin 1925; Yankee Land – eine Reise durch Amerika 1924, Personen- und Ortsregister: Charlotte Miggel. Aufbau, Berlin 2019, ISBN 978-3-351-03719-2.
- Caprichos. Strophen des Nebenstroms. Spaeth, Berlin 1926. Digitalisierung: Zentral- und Landesbibliothek Berlin, Berlin 2022, urn:nbn:de:kobv:109-1-15461830.
- Es sei wie es wolle, Es war doch so schön! S. Fischer, Berlin 1928. Digitalisierung: Zentral- und Landesbibliothek Berlin, Berlin 2022, urn:nbn:de:kobv:109-1-15462577.
- Die Allgier trieb nach Algier … Ausflug nach Afrika. S. Fischer, Berlin 1929.
- Eine Insel heißt Korsika … S. Fischer, Berlin 1933 [1932]
- Die Diktatur des Hausknecht. Les Associés, Bruxelles 1934. (Mischtext aus Feuilleton Artikeln und Lyrik). Erste Ausgabe in Deutschland zusammen mit der Gedichtsammlung Melodien aus 1938  als Die Diktatur des Hausknechts und Melodien. Nachwort Walter Huder. Konkret Literatur Verlag, Hamburg 1981, ISBN 3-922144-03-9. Weitere Ausgaben:  Fischer Taschenbuch, Frankfurt am Main 1983, ISBN 3-596-25184-2.
- Walther Rathenau. Erinnerungen eines Freundes. Querido, Amsterdam 1935.
- Melodien. Gedichte. Editions nouvelles internationales (Internat. Verl. Anst.), Paris 1938.

### Postume Ausgaben
- Trotz alledem, es hat gelohnt: Verse u. Lieder. Henschelverlag, Berlin 1967 Kerr, Alfred (Verfasser)
- Ich kam nach England. Ein Tagebuch aus dem Nachlaß. Hrsg. Walther Huder u. Thomas Koebner. Bouvier, Bonn 1979, ISBN 3-416-01423-5.
- Werke in Einzelbänden. 8 Bände. Hrsg. Hermann Haarmann u. Günther Rühle. Argon, Berlin 1989–1991; S. Fischer, Frankfurt am Main 1998 ff.
  - Bd. I.1: Erlebtes. Deutsche Landschaften, Menschen und Städte. Hrsg. Günther Rühle. Argon, Berlin 1989, ISBN 3-10-049504-7.
  - Bd. I.2: Erlebtes. Reisen in die Welt. Hrsg. Hermann Haarmann. Argon, Berlin 1989, ISBN 3-10-049505-5.
  - Bd. II: Liebes Deutschland. Gedichte. Hrsg. Thomas Koebner. Argon, Berlin 1991, ISBN 3-10-049506-3.
  - Bd. III: Essays. Theater • Film. Hrsg. Hermann Haarmann u. Klaus Siebenhaar. Argon, Berlin 1991, ISBN 3-10-049507-1.
  - Bd. IV: Sucher und Selige, Moralisten und Büßer. Literarische Ermittlungen. Hrsg. Margret Rühle, Deborah Vietor-Engländer. S. Fischer, Frankfurt a. M. 2009, ISBN 978-3-10-049508-2.[46]
  - Bd. V/VI: Das war meine Zeit. Erstrittenes und Durchlebtes. Hrsg. Deborah Vietor-Engländer. Fischer, Frankfurt am Main 2013, ISBN 978-3-10-049509-9.
  - Bd. VII.1: „Ich sage, was zu sagen ist“. Theaterkritiken 1893–1919. Hrsg. Günther Rühle. S. Fischer, Frankfurt am Main 1998, ISBN 3-10-049510-1.
  - Bd. VII.2: „So liegt der Fall“. Theaterkritiken 1919–1933 und im Exil. Hrsg. Günther Rühle. S. Fischer, Frankfurt am Main 2001, ISBN 3-10-049511-X.
- Wo liegt Berlin. Briefe aus der Reichshauptstadt 1895–1900. Hrsg. Günther Rühle. Aufbau, Berlin 1997, ISBN 3-351-02830-X. (134 „Berliner Briefe“ für die „Breslauer Zeitung“)
- Warum fließt der Rhein nicht durch Berlin? Briefe eines europäischen Flaneurs 1895–1900. Hrsg. Günther Rühle. Aufbau, Berlin 1999, ISBN 3-351-02874-1. (62 weitere „Berliner Briefe“ für die Breslauer Zeitung)
- Der Taucher und das Weh der See. Bekanntschaften mit Menschen und Tieren. Fischer-Taschenbuch-Verlag, Frankfurt am Main 2001, ISBN 3-596-15043-4.
- Der Dichter und die Meerschweinchen. Clemens Tecks letztes Experiment. Hrsg. Günther Rühle. S. Fischer, Frankfurt am Main 2004, ISBN 3-10-049514-4.
- Was ist der Mensch in Berlin? Briefe eines europäischen Flaneurs. Hrsg. Deborah Vietor-Engländer. Aufbau-Verlag, Berlin 2017, ISBN 978-3-351-03692-8.
- Berlin wird Berlin.  Briefe aus der Reichshauptstadt 1897-1922. 4 Bände. Hrsg. Deborah Vietor-Engländer. Wallstein-Verlag, Göttingen, 2021 ISBN 978-3-8353-3862-3. (733 „Berliner Plauderbriefe“ für die Königsberger Allgemeine Zeitung).

## Stiftung und Preise
1990 wurde auf Initiative seiner Kinder in Berlin die Alfred-Kerr-Stiftung zur Förderung deutschsprachiger Nachwuchsschauspieler gegründet.
Mit dem Namen Alfred Kerr sind folgende Preise und Auszeichnungen verbunden:
- Alfred-Kerr-Preis für Literaturkritik, verliehen vom Börsenblatt für den Deutschen Buchhandel
- Alfred-Kerr-Darstellerpreis für den besten jungen Schauspieler oder die beste junge Schauspielerin, verliehen von der Alfred-Kerr-Stiftung

## Darstellung in der bildenden Kunst (Auswahl)
- Hermann Struck: Alfred Kerr. (Porträt; Radierung, 1905)[47]